# Steffan Danielsen
Johan Steffan Danielsen (født 3. september 1922 i Nólsoy, død 28. maj 1976 i Tórshavn, var en færøsk maler.
Allerede som barn var han en ivrig tegner af naturen omkring ham; på trods af hans talent blev han som de fleste unge sendt til søs med en fiskekutter. Det blev kun til een tur; siden fik han arbejde ved Tórshavns skibsværft.
Den autodidakte maler Steffan Danielsen fandt de fleste motiver til billeder på Nólsoy. Steffan Danielsen formidler i sin kunst sit eget personlige indtryk af landskabet.
I årene 1951-56 boede han i Danmark og her udstillede han i Den Frie Udstillingsbygning og tilbragte ellers sine 24 produktive år på Nólsoy. I Ólavsøka 1952 havde han sin første udstilling, som fik stor opmærksomhed i den færøske kunstscene.
Steffan Danielsen har beskrevet sin hjemø meget detaljeret gennem sine malerier – han har skildret den fra alle perspektiver, fra en båd på havet, fra et utilgængeligt klippefremspring eller fra sit køkkenvindue. I lys, i sol og regn, sne og tåge, som formidler indtrykket af en dyb opfattelse og sandfærdighed. Hans landskaber er for det meste i grå nuancer, men han spiller meget følsomt på de færøske farvenuancer.
Se også: Færøernes billedkunst

## Galleri
Færøske frimærker med hans motiver i 1990:
- FR 201
- FR 202
- FR 203
- FR 204